# Раде Радић
Радослав Раде Радић (Јошавка Горња, код Челинца, 1890 — Београд, 17. јул 1946) био је четнички војвода у покрету Драже Михаиловића. На почетку устанка припадао је партизанима и био члан Штаба Четвртог крајишког одреда, али је у пролеће 1942. извео пуч у коме је побио чланове Штаба одреда и партизанске рањенике, након чега је формирао сопствени четнички одред. Након рата му је суђено и стрељан је као сарадник окупатора.

## Биографија
Рођен је 1890. године у Јошавци Горњој код Челинца, од оца Новака и мајке Стоје. Потиче из сељачке породице, а по предању Радославов деда је дошао из околине Билеће. По занимању је био трговац. Био је ожењен и имао је троје деце.
Радић је био у партизанима у устанку против НДХ, међутим заједно са Урошем Дреновићем убрзо је напустио партизане и направио засебне четничке одреде. Већ крајем 1941. године дошао је у сукоб са партизанима и тражио подршку окупатора, а његов одред „Борје“ је потписао споразум о сарадњи са НДХ.
Учествовао је са јединицама НДХ у борби против НОВЈ. Постављен је за члана Националног комитета Драже Михаиловића.
После победе савезника у рату, ухапшен је, осуђен на смрт и погубљен.
Његови савременици су тврдили да је пре рата дуго година био члан КПЈ. Раде Радић је имао два сина која су погинула у редовима устаника за време борбе против усташа и домобрана.
Раде Радић је био један од ратних вођа у Босни који је отворено служио НДХ и немачком окупатору, не само војно и политички него и економски. Како се наводи, био је један од овлашћених лифераната робе и грађе за немачку војску и НДХ. Преговарао је о испорукама хране и материјала за немачку и војску НДХ и за то потписивао уговоре. Осим тога, његови људи су служили окупатору и као војне јединице и као водичи, јер су познавали терен.
Исказао је велику кооперативност и субординацију са јединицама Вермахта и НДХ, што је касније била једна од ставки у оптужници против њега.
Следеће за шта је одговарао је убиство 20 рањених припадника НОВЈ 1. априла 1942. године у селу Јошавка, где је убијен и командант Оперативног штаба НОП одреда Босанске крајине Младен Стојановић, а касније истог месеца његови људи су учествовали у убиству још 70 рањених припадника НОВЈ.
Милан Дукић, изасланик Драже Михаиловића после састанака са четничким вођама у Босни, у својој депеши Михаиловићу, 22. септембра 1942. године је изјавио: „Командант Раде Радић бивши партизански командир Јошавске чете, поклао је партизане у Јошавци и пришао четницима. Човек сеоски трговац, ниске културе...“

## Савременици о личности Радета Радића
Радић није уживао скоро никакав углед ни међу народом ни међу надређенима. У свом извештају 3. фебруара 1943. године мајор Славољуб Врањешевић извештава надређене у ЈВУО о стању у четничким одредима и даје описе личности четничких команданата. За Радета Радића нема ни једну реч хвале, осим да је лично врло храбар. Говори да је био неуспешан трговац, те да дугује велике своте новца у преко 100 парница. Даје оцену да је Радић подмукао и да користи комунистичке методе и не бира средства да дође до циља, те да уз себе има сурову клику која извршава његова наређења, па и она најподлија, како би Радић дошао до циља, те да не преза ни од чега.
Године 2002. на Равној гори, село Скатавица, општина Челинац, подигнут је споменик Радету Радићу и његовим саборцима.
Улица у Бањалуци носи његово име.